# مفرح الشقيقي
مفرح الشقيقي هو مذيع وشاعر سعودي، يقدم برنامج «يا هلا» على قناة (روتانا خليجية)، وكان أحد الشعراء السعوديين الذين وصلوا إلى نهائيات برنامج (أمير الشعراء) في موسمه السادس عام 2015.

## التعليم
- بكالوريوس لغة عربية.

## العمل
- شغل منصب سكرتير تحرير مجلة (سيدة الأعمال).
- مدير تحرير مجلة (صدى الإبداع).
- عمل مراسلاً لصحيفة المدينة.[2]
- رئيس المركز الثقافي الممثل لنادي جازان الأدبي في محافظة الدرب.

## برامج
قدم العديد من البرامج التلفزيونية والإذاعية منها:
- برنامج (يا هلا) في قناة (روتانا خليجية).
- برنامج (يا هلا 2030) في قناة (روتانا خليجية).[3] ويعرض البرنامج «أبرز القضايا اليومية التي تشغل بال المواطن السعودي، ويطرح أهم الموضوعات الاجتماعية والإنسانية ويحاول معالجتها، مع التركيز على رؤية المملكة 2030 من خلال عرض ما تم إنجازه حتى الآن وما هو متوقع إنجازه في المستقبل، وذلك من خلال تقارير ميدانية خاصة ولقاءات مباشرة مع الضيوف من الاستوديو».
- برنامج (سطور) في القناة الثقافية السعودية.[4]
- برنامج (الثقافة اليوم) في القناة الثقافية السعودية.
- برنامج (صباح الثقافية) في القناة الثقافية السعودية.
- برنامج (المنتدى الثقافي) برنامج إذاعي.[5]

## المشاركات والأمسيات
- شارك في أمسيات مهرجان الجنادرية 32 عام 2018.[6]
- شارك في أمسية نظمتها هيئة الثقافة وأقيمت في نادي أبها الأدبي 2018 بالمشاركة مع الشاعرين: محمد الجلواح وجاسم الصحيح.[7]
- شارك في أمسية ضمن فعاليات النشاط الثقافي لسوق عكاظ بدورته التاسعة 2015.[8]

## التكريم والجوائز
2017: فاز بجائزة الشعر من إمارة منطقة جازان.